# Rancourt (Vosgi)
Rancourt è un comune francese di 68 abitanti situato nel dipartimento dei Vosgi nella regione del Grand Est.

## Società

### Evoluzione demografica
Abitanti censiti